# Peder Hanssøn Litle
Peder Hanssøn Litle, även kallad Basse, var en dansk adelsman som tillhörde ätten Litle, född på Själland cirka 1500, och död på Akershus fästning 15 september 1551. 
Peder Hanssøn var från 1536 länsherre på Akershus. Han var gift med Ingeborg Nilsdatter, dotter till Inger Ottesdotter Rømer, därmed hade han som många av de danskar som fick norska län på 1500-talet gift sig in i en gammal norsk adelssläkt och skapat ett band mellan dansk och norsk adel. Han var troligen själv av norsk börd eftersom hans förmodade stamfar Svend Basse reste till Danmark efter att ha blivit landsförvisad av kung Håkon Håkonsson.
1528 blev Litle länsherre i Nedenes och 1532 fick han också Råbyggelaget i län. Han kämpade på kung Kristian III:s sida under Grevefejden och blev efter det även länsherre på Akershus.
Under perioden 1541-1548 skaffade han sig kontroll över det 50 000 tunnland stora Fossgodset. Huvudgården för godset var det som idag är Fossesholm herrgård i Vestfossen i Øvre Eikers kommun, målet med detta var att få kontroll över områdets lönsamma sågverksindustri. I samband med sina systematiska egendomsköp bötlade han troligen folk i kraft av sin ställning som länsherre för att sedan ta deras egendomar i pant. Litles änka levde i 46 år efter sin mans död och under den tiden försvarade hon aktivt godset i en rad rättegångar. Även om hon i stort sett inte fick medhåll lyckades hon behålla kontrollen över godsegendomarna genom betalningar till de ursprungliga ägarsläkterna.
De båda makarna blev begravda i en egen gravkammare under golvet i Haug kyrka i Hokksund.